# Jean-Bernard Raimond
Jean-Bernard Raimond (Parigi, 6 febbraio 1926 – Courbevoie, 7 marzo 2016) è stato un politico e diplomatico francese.

## Carriera diplomatica
Allievo dell'École Normale Supérieure, nel 1951 è nominato professore agrégé di lettere classiche. È quindi ammesso all'École nationale d'administration: al termine dei corsi nel 1956 risulta fra i primi classificati, ottenendo così la possibilità di entrare al Ministero degli Affari Esteri. Dopo aver trascorso dieci anni alla Direzione degli affari politici, nel 1967 è vice direttore di gabinetto del ministro degli Affari Esteri Maurice Couve de Murville il quale, divenuto Primo ministro il 5 luglio 1968, lo nomina consigliere tecnico.

## Consigliere diplomatico di Georges Pompidou
Dal 3 luglio 1969 Raimond è incaricato di missione presso il Segretariato generale della Presidenza della Repubblica, e il 4 maggio 1970 è nominato consigliere diplomatico del presidente della Repubblica Georges Pompidou. Fino alla sua nomina ad ambasciatore a Rabat, Raimond è uno dei principali collaboratori di Pompidou.

## Ambasciatore
Promosso ministro plenipotenziario nel 1972, il 5 novembre 1973 è nominato ambasciatore di Francia in Marocco (1973-1977). Rientrato al Quai d'Orsay (la sede del ministero degli Affari Esteri a Parigi), Raimond è nominato a capo della direzione per il Nordafrica e il Medio Oriente (1977). Dopo un periodo come direttore di gabinetto dei ministri degli Affari Esteri Louis de Guiringaud e Jean François-Poncet (1978), diviene direttore generale delle relazioni scientifiche, culturali e tecniche del ministero (1979-1982). Ambasciatore della Repubblica Francese in Polonia (1982-1985) e in URSS (1985-1986).

## Capo della diplomazia francese durante prima "coabitazione"
È ministro degli Affari Esteri nel secondo governo di Jacques Chirac (20 marzo 1986- 10 maggio 1988). Personalità consensuale, la sua nomina è il riflesso di una delle particolarità della coabitazione: giacché il presidente della Repubblica, il socialista François Mitterrand, è costituzionalmente il garante della politica estera della Nazione, la nomina del ministro degli Esteri è assoggettata al suo benestare. La scelta di Mitterrand cade dunque su Raimond, che si era fatto apprezzare sotto il precedente governo socialista come ambasciatore a Varsavia e a Mosca. Pur essendo di idee golliste, non è un uomo politico, e questo asseconda le esigenze di un presidente della Repubblica costretto a coabitare con un governo appartenente a uno schieramento ostile.

## Ambasciatore a Roma presso il Vaticano
Dal 2 agosto 1988 è nominato ambasciatore della Repubblica Francese presso la Santa Sede. Prima di lasciare l'incarico il 6 febbraio 1991 per raggiunti limiti di età, è elevato alla dignità di ambasciatore di Francia.

## Deputato all'Assemblée Nationale
Nel 1993 è eletto all'Assemblée Nationale deputato delle Bouches-du-Rhône per il RPR. Rieletto nel 1997, è vice presidente della commissione Esteri. Alle elezioni del 2002 non ottiene l'investitura dell'UMP in cui è confluito il RPR. Si presenta con l'UDF, ma non è eletto.
Candidato a sindaco di Aix-en-Provence nel giugno 1995, è battuto al secondo turno dal sindaco uscente del PS.
Dal 1991 al 2013 è  presidente dell'associazione France-Italie.
Sua moglie Monique Chabanel, di famiglia di antico ceppo lionese, è dal 1991 al 2016 direttore delle relazioni pubbliche e della comunicazione del gruppo Pierre Cardin.

## Opere principali
- Le regard d'un diplomate sur le monde : Les racines des temps nouveaux 1960-2010 (Editions du Félin 2010)
- Jean-Paul II : Un Pape au coeur de l'histoire (Le Cherche Midi 2002)
- Une étape importante pour l'élargissement de l'union européenne (La Documentation française 2000)
- Le Choix de Gorbatchev (Odile Jacob 1992)
- Le Quai d'Orsay à l'épreuve de la cohabitation (Flammarion 1992)